# Богомолов, Михаил Юрьевич
Михаил Юрьевич Богомолов (13 сентября 1972, Ленинград) — российский футболист, нападающий, полузащитник, игрок в мини-футбол.
Воспитанник ленинградской «Светланы». В 1989 году играл за клуб в чемпионате города. В 1990 году был в составе ленинградского «Динамо». В 1991—1993 годах за «Космос-Кировец» провёл 63 матча, забил 6 голов. В 1993 году за дубль «Зенита» в 13 матчах забил три мяча. В 1994 году в составе «Эрзи» Петрозаводск сыграл пять матчей, забил один гол (впоследствии аннулированных).
На любительском уровне играл за клубы «Сухона» Сокол (1995—1997), «Кукарача» СПб (2002—2003).
В мини-футболе играл за петербургские клубы «Галакс» (1993/94 — 1994/95), «Зенит» (1995/95 — 1997/98), «Политех» (1999/2000 — 2000/01), «Единство» (2000/02) и «Койл» Когалым (2001/02).